# Моніка Кримаді
Моніка Кримаді (алб. Monika Kryemadhi; нар. 9 квітня 1974) — албанська політик, член парламенту та лідерка партії Соціалістичний рух за інтеграцію.  Дружина Іліра Мети, президента Албанії. Моніка Кримаді відмовилася від посади першої леді Албанії, передавши цю роль старшій дочці Борі.

## Ранні роки та освіта
Народилася 9 квітня 1974 року в Тирані. У 1992 році здобула право навчатися на факультеті природничих наук за напрямом біохімія. У 1999 році навчалася в Центрі Джорджа Маршалла в Гарміш-Партенкірхені з питань регіональної політики безпеки. У 2000-2002 рр. здобула ступінь магістра ділового адміністрування в Університеті Тирани на факультеті економіки у співпраці з Університетом Небраски. Вона також навчалась в аспірантурі та здобула ступінь доктора філософії на економічному факультеті Університету Тирани.
Одружена з Іліром Мета і має трьох дітей: Бора, Бесар та Ера Метай.

## Політика
Політичну діяльність розпочала у 1991 році, співзаснувавши FRESSH. У січні 1992 року була обрана членом Президентства, а в травні того ж року обрана Генеральним секретарем I і II конгресу FRESSH. Обіймала посаду президента FRESSH до квітня 2002 року. З 1995 по 2000 рік була обрана віцепрезидентом Соціалістичної інтернаціональної молоді IUSY.
Кримаді була членом Соціалістичної партії з грудня 1991 року по вересень 2004 року.  У цей час вона також входила до парламенту Албанії з 2001 по 2005 рік, а також була двічі обрана до муніципальної ради Тирани, для обрана секретарем делегації місцевого самоврядування в Раді Європи. У вересні 2004 року співзаснувала Партію соціалістичного руху за інтеграцію.

### Лідерка партії
З 5 липня 2017 року Моніка Кримаді є лідеркою Соціалістичного руху за інтеграцію. 
В даний час також є членом парламенту.

## Телебачення
Моніка Кримаді заспівала дуетом з Майліндою Брегу на Kënga Magjike 07, де вона була членом журі. 